# لاين مككولوك
لاين مككولوك (بالإنجليزية: Iain McCulloch)‏ (28 ديسمبر 1954 في المملكة المتحدة - ) هو لاعب كرة قدم بريطاني في مركز جناح ‏. شارك مع منتخب اسكتلندا تحت 21 سنة لكرة القدم. أما مع النوادي، فقد لعب مع نادي كيلمارنوك ونوتس كاونتي ونادي كيترينغ تاون.

## وصلات خارجية
- لاين مككولوك على موقع قاعدة بيانات كرة القدم.إي يو (الإنجليزية)